# Sant'Apollinare
Sant'Apollinare es una localidad y comune italiana de la provincia de Frosinone, región de Lacio, con 2003 habitantes.

## Evolución demográfica
| Gráfica de evolución demográfica de Sant'Apollinare entre 1861 y 2001 |
|                                                                       |
| Fuente ISTAT - elaboración gráfica de Wikipedia                       |